# Da lontano (Antonella Ruggiero)
Da lontano è un brano musicale della cantante italiana Antonella Ruggiero, presentato in gara al Festival di Sanremo 2014 e inserito nel suo album L'impossibile è certo.
Autori di testo e musiche sono la stessa Ruggiero, Alessandro Orlando Graziano, Antonio Rossi e Roberto Colombo.
La canzone viene scelta rispetto all'altra portata alla kermesse, Quando balliamo, con il 68% dei voti, venendo proclamata da Amaurys Pérez.
Il brano si piazza alla 12ª posizione nella classifica finale del Festival.
Secondo la cantante, il brano esprime una «considerazione sul fatto che, nella maturità, si veda tutto in maniera più distaccata. Specialmente da giovani, ciò che viviamo ci prende a livello viscerale; dopo ti rendi conto che inizi davvero a guardare le cose un po’ da lontano».

## Classifiche
La canzone ha raggiunto la posizione #59 della classifica italiana ufficiale dei singoli FIMI.

## Tracce
1. Da lontano – 3:27